# Wysoka Horka
Wysoka Horka (764 m n.p.m.) – szczyt we wschodniej części Pasma Leluchowskiego, które w polskiej regionalizacji fizycznogeograficznej według Jerzego Kondrackiego zaliczone zostały do Beskidu Sądeckiego, w nowszej regionalizacji z 2018 r. wraz z Górami Lubowelskimi do Pogórza Popradzkiego. Wysoka Horka najduje się w granicznym polsko-słowackim grzbiecie, nieco na północny zachód od granicy, po polskiej stronie. Północno-wschodnie stoki po polskiej stronie opadają do Doliny Moczary, którą spływa potok uchodzący do Muszynki. Zbocza północno-zachodnie opadają do drugiej odnogi tego potoku. Szczyt jest porośnięty lasem. Jego stokami (wzdłuż granicy) prowadzą dwa szlaki turystyczne. Oprócz tego stoki pocięte są wieloma drogami leśnymi.
Wysoka Horka znajduje się we wsi Muszynka w województwie małopolskim, w powiecie nowosądeckim, w gminie Krynica-Zdrój.

## Szlaki turystyczne
– żółty: Muszyna – Malnik – Garby – Przechyby – Dubne (szczyt) – Wojkowa – Kamienny Horb – Pusta – Wysoka Horka – Bukowina – Muszynka. 7:30 h, ↓ 6:45 h
 – czerwony wzdłuż granicy polskiej: Obručné – Kamienny Horb – Pusta (867 m n.p.m.) – Wysoka Horka – Jawor – Przełęcz Tylicka.